# 铁勒
铁勒（汉语拼音：Tiĕlè，中古漢語擬音：tʰet lək），又称敕勒、高车、丁零、狄历，4世紀後期到8世紀中期，亚欧大陆中部分布的突厥以外突厥语族遊牧民的总称。公元4世紀初鮮卑南遷中原後，铁勒成為4世紀蒙古高原的主要力量。公元5世紀初期被柔然汗國驅趕到蒙古高原北方 ，公元6世紀中期又被突厥汗國併吞，后来在7世紀建立薛延陀汗國和8世紀回鶻汗国。

## 構成部族
铁勒構成族群很多，大多族群分散，过着遊牧生活。

### 部族
- 独洛河（土拉河）之北地域…部族長号俟斤，领2万兵。
  - 僕骨（僕固、Boqut）部…高車時代的護骨部
  - 同羅（Toŋra）部
  - 韋紇（迴紇、回紇、Uyγur）部…高車時代的袁紇部。
  - 拔也古（拔野古、Bayïrqu）部
  - 覆羅部…高車時代的副伏羅部。

- 准噶尔盆地以南地域…领2万兵。
  - 契弊（契苾）部…高車時代的解批。
  - 薄落職部…三姓葛邏禄中的謀落部。
  - 乙咥部…葛邏禄的熾俟部。
  - 蘇婆部
  - 那曷部
  - 烏護（烏讙）部…乌古斯人（Oγuz）。
  - 紇骨（坚昆：Qïrqïz）部
  - 也咥（Yädiz=Ädiz）部
  - 於尼護（於尼讙）部

- 准噶尔盆地以北地域…领1万余兵。
  - 薛延陀部
  - 咥勒儿部
  - 十槃部
  - 達契部

- 哈萨克草原地域…领3万兵。
  - 訶咥部
  - 曷截部（可薩）
  - 撥忽部
  - 比干部（佩切涅格）
  - 具海部
  - 曷比悉部
  - 何嵯蘇部
  - 拔也末部
  - 謁達（渴達）部

- 拂菻（東羅馬帝國？）以東…领近2万兵。
  - 恩屈部
  - 阿蘭（阿蘭人）部
  - 北褥（巴什基爾人）部
  - 九離部
  - 伏嗢昏部(保加爾人)

- 北海（贝加尔湖？）之南地域
  - 都波（都播、Tuba）部（圖瓦人）

### 氏族
- 独洛河（土拉河）以北
  - 蒙陳氏
  - 吐如紇氏
  - 斯結（思結、Sïqït）氏
  - 渾（Qun）氏
  - 斛薛氏

- 得嶷海（里海）之東西地域…领8千余兵。
  - 蘇路羯氏
  - 三素咽（三索咽）氏
  - 篾促（蔑促）氏
  - 薩忽（隆忽）氏

## 九姓铁勒
其後铁勒部族中九个有力部族崛起。唐朝称为九姓铁勒，突厥称为Toquz-Oγuz。部族九姓具体不明，涉及以下15部族。（※黑体）
- 迴紇（回纥：Uyγur）部
- 僕骨（Boqut）部
- 多覽葛（Täläŋüt）部
- 拔野古（Bayïrqu）部
- 同羅（Toŋra）部
- 思結（Sïqït）部
- 渾（Qun）部
- 斛薛部
- 奚結部
- 阿跌（Ädiz）部
- 契苾部
- 思結（Sïqït）別部
- 白霫部
- 都播（Tuba）部
- 骨利干（Qurïqan）部

和九姓回鶻（维吾尔族）和九姓胡（昭武九姓粟特人）不同。

## 历史
铁勒的祖先是匈奴的後裔別種。種族多在西海（鹹海）之東山谷生活。姓氏各別，总称“铁勒”。無君長，分散而属東西两突厥。
西魏大統十二年（546年），铁勒討伐柔然，土門（後伊利可汗）率突厥部迎击，铁勒五万余落降突厥。
突厥木杆可汗（在位：553年 - 572年）即位後，兼并諸外国，柔然灭亡后，在亚欧大陆中央建立了一个大帝国。当時铁勒諸部被突厥兼并。
隋朝開皇十九年（599年），隋文帝派遣太平公史万岁、晋王楊广（隋煬帝）接纳被突厥歩迦可汗（在位：599年 - 601年）击破的東突厥启民可汗（在位：587年 - 609年），铁勒部落分散。
仁寿元年（601年），附属启民可汗的斛薛氏諸部叛乱，文帝任命为楊素为雲州道行軍元帥，率启民可汗北征。
大業元年（605年），西突厥泥撅处羅可汗（在位：603年左右 - 612年）攻打铁勒諸部，課以重税。怀疑薛延陀諸部謀反，誅殺其魁帥数百人。铁勒諸部叛泥撅处羅可汗，契苾部俟利发俟斤契苾歌楞（契苾哥楞）自立为易勿真莫何可汗，割据貪汗山（今新疆吐鲁番北部柏格多山）。薛延陀部俟斤之子乙失钵（也咥）自立为小可汗，割据燕末山之北。击破泥撅处羅可汗，易勿真莫何可汗勢力大增。易勿真莫何可汗以得众心，邻国忌惮，伊吾、高昌、焉耆諸国归附。
大業三年（607年），铁勒遣使到隋朝貢納方物。
西突厥射匱可汗（在位：612年 - 619年左右）強盛，薛延陀，契苾二部放弃可汗号，臣属射匱可汗。迴紇六部在鬱督軍山（於都斤山）臣属東突厥始畢可汗（在位：609年 - 619年），乙失鉢在金山（阿爾泰山脉）所部臣属西突厥統葉護可汗（在位：619年左右 - 628年）。
唐朝贞观元年（627年），阴山以北的薛延陀、迴紇、拔也古諸部相次反乱，欲谷設敗走。東突厥頡利可汗（在位：620年 - 630年）遣小可汗突利可汗討伐，突利可汗敗北，轻騎逃回，頡利可汗大怒，拘禁突利可汗十数日。
贞观二年（628年），西突厥統葉護可汗被殺，西突厥大乱，乙失鉢之孫夷男率薛延陀部落七万余家附東突厥。東突厥頡利可汗政衰，夷男率徒属，叛東突厥，攻打頡利可汗，大破之。頡利部諸姓多叛頡利可汗，归顺夷男推戴他为共主，夷男即位。唐太宗遣遊击将軍喬師望，拜夷男为真珠毘伽可汗，賜鼓纛。夷男大喜，遣使向唐朝貢納方物，在大漠以北鬱督軍山下建牙。東至靺鞨、西至西突厥、南接沙磧、北至俱倫水，迴紇、拔野古、阿跌（Ädis）、同羅、僕骨、霫等部落都附属於他。
贞观三年（629年）八月、夷男遣弟弟統特勒朝唐。太宗深厚安撫，賜宝刀及宝鞭。但是東突厥权威丧失，諸部全部離反。
贞观四年（630年），頡利可汗被唐朝俘虏，東突厥滅亡，夷男率部東還故国，建庭在都尉揵山（於都斤山）之北、独邏河之南。東至室韋、西至金山（阿爾泰山脉）、南至突厥、北临瀚海（贝加尔湖），占据古匈奴故地，擁兵20万，立子二人分居南北部。蒙古高原所有权转给了铁勒薛延陀部。西突厥肆葉護可汗（在位：628年 - 632年）击败莫賀咄可汗（在位：628年 - 630年）統一西突厥，大发兵侵攻铁勒。薛延陀部夷男击破肆葉護可汗。
贞观七年（633年）正月，薛延陀部遣使朝唐。
贞观十二年（638年），夷男二子被任命为小可汗，想要扩充勢力。唐朝立東突厥李思摩为可汗，率部住在漠南地。夷男于是想要兼并李思摩。
贞观十四年（640年）六月，薛延陀遣使向唐朝求婚。
贞观十五年（641年）十一月，夷男之子大度設率同羅，僕骨，回紇，靺鞨，霫兵20万屯駐白道川，攻打据守善陽嶺的李思摩部。李思摩遣使去唐朝廷請援，太宗派遣英国公李世勣、蒲州刺史薛萬徹率领步騎数万。十二月，经由白道川至青山，遭遇到大度設，经过累月追击。至諾真水，大度設安营10里拒敌。薛延陀部以前，击败沙鉢羅和阿史那社爾，以步战取胜、现在以同样的战法击败突厥兵。薛延陀部乘胜追击。李世勣率兵抵挡，薛延陀部万箭齐发，唐军马匹多被射死。李世勣命令士兵们都下马，手执长槊，往前直冲，薛延陀部潰败。副总管薛万徹率数千騎俘获薛延陀部牵马的士兵，薛延陀部失馬。薛延陀部大敗，大度設逃走。夷男请求和東突厥（李思摩政权）和解，遣使謝罪。
贞观十六年（642年）、夷男遣叔父沙鉢羅泥熟俟斤向唐請婚，献上馬三千頭。太宗許可他娶新興公主。李思摩数回派兵侵掠薛延陀部，薛延陀部遣突利失攻打李思摩，抄掠定襄而去。
贞观十七年（643年）閏月，夷男遣兄子突利設使唐，献上馬5万、牛・駝1万、羊10万頭請婚，太宗听从契苾何力的建议，没有許可。
归顺薛延陀部的東突厥阿史那斛勃勢力増强，害怕夷男殺害他。阿史那斛勃逃归旧地（金山之北），擁兵三万人，自称乙注車鼻可汗。西到歌羅禄（葛逻禄）族、北到結骨（堅昆）部，皆附車鼻可汗。
贞观十九年（645年），夷男去世，夷男少子肆葉護拔灼襲殺兄长突利失可汗自立为頡利俱利薛沙多弥可汗。拔灼恶政，民众不附。他趁太宗遠征高句麗，不在唐朝，入侵寇掠夏州。唐朝将軍執失思力征討，俘虏数万人、拔灼轻騎逃走，被迴紇部殺死。
贞观二十年（646年）、薛延陀部余众存在5～6万，太宗派江夏王李道宗、代州都督薛万徹率大軍討伐薛延陀部。唐軍大勝，薛延陀部西逃。薛延陀部推戴夷男兄子咄摩支为伊特勿失可汗，率部落7万余人西归故地。薛延陀部放弃可汗号，唐遣使到唐朝請願到鬱督軍山之北居住。英国公李世勣率九姓铁勒2万騎至天山。咄摩支見官軍来，驚恐，向蕭嗣業投降。蕭嗣業带咄摩支至京師，詔授右武衛将軍，賜田宅。咄摩支入国後、铁勒酋帥持两端。6月、太宗派兵部尚書固安公崔敦礼、特進英国公李世勣在を郁督軍山之北击破薛延陀部，前後斬首5千余級，俘虏男女3万余人。八月，铁勒回紇部、拔野古部、同羅部、僕骨部、多濫葛部、思結部、阿跌部、契苾部、跌結部、渾部、斛薛部十一姓各遣送使者朝貢。
贞观二十一年（647年），契苾、迴紇等十余部落離反薛延陀部，归顺唐朝。太宗以部落置13州府。迴紇部为瀚海都督府、僕骨部为金微都督府、多覽葛（Täläŋüt）部为燕然都督府、拔野古部为幽陵都督府、同羅部为龟林都督府、思結部为盧山都督府、渾部为皋蘭州、斛薛部为高闕州、奚結部为雞鹿州、阿跌部为雞田州、契苾部为榆溪州、思結別部为蹛林州、白霫部为寘顔州。酋長被任命为都督、刺史，设置燕然都護統括全部。
贞观二十三年（649年），太宗遣右驍衛郎将高侃密招铁勒迴紇部、僕骨部之兵袭击車鼻可汗。車鼻可汗的属下酋長歌邏禄族泥孰闕俟利发、拔塞匐部、处木昆部莫賀咄俟斤背离車鼻可汗，相次投降唐朝。
永徽元年（650年），薛延陀首領先逃逸者請求归国，唐高宗更置溪弹州。
永徽三年（652年），高宗派遣左武候大将軍梁建方、右驍衛大将軍契苾何力，率燕然都護所部迴紇5万騎兵討西突厥阿史那賀魯，斬首五千級，捕虜渠帥六十余人。
則天時（690年 - 705年），后突厥汗国強盛，在漠北铁勒諸部次第被兼并。迴紇部，契苾部，思結部，渾部被迁居到甘州、涼州之地。
天宝三載 （744年），铁勒一部回鶻滅東突厥，之后史書不再用铁勒的称呼。

## 延伸阅读
[在维基数据编辑]
 《北史·卷099》，出自李延壽《北史》
 《隋書/卷84》，出自魏徵《隋书》
 《舊唐書·卷199下》，出自刘昫《舊唐書》

### 引用
1. ↑  《北史》列传第八十七、《隋書》列传第四十九
2. ↑  《旧唐書》列传第百四十四上、《新唐書》列传第一百四十上、列传第一百四十二上
3. ↑  《北史》（列传第八十七 突厥鐵勒），《隋書》（列传第四十九 北狄），《旧唐書》（列传第一百四十九下 鐵勒）